# Säming
Säming (norwegisch Sæming, altnordisch Sæmingr) war ein sagenhafter Ahnherr norwegischer Könige, der im 3. Jahrhundert u. Z. geherrscht haben soll.
Dem isländischen Dichter Snorri Sturluson zufolge soll Säming ein Sohn Odins mit der schönen Riesentochter Skadi gewesen sein. Odin habe ihn zum Herrscher im heutigen Norwegen eingesetzt. Säming sei daher zum Stammvater der Kleinkönige von Hålogaland bzw. von Trøndelag und Nor(d)land geworden. Thránd (Þrándr), in einigen Überlieferungen als ein Sohn Sämings bezeichnet, gilt als mythischer Gründer Trondheims. Auch die Trondheimer Ladejarle beanspruchten eine Abstammung von Säming.

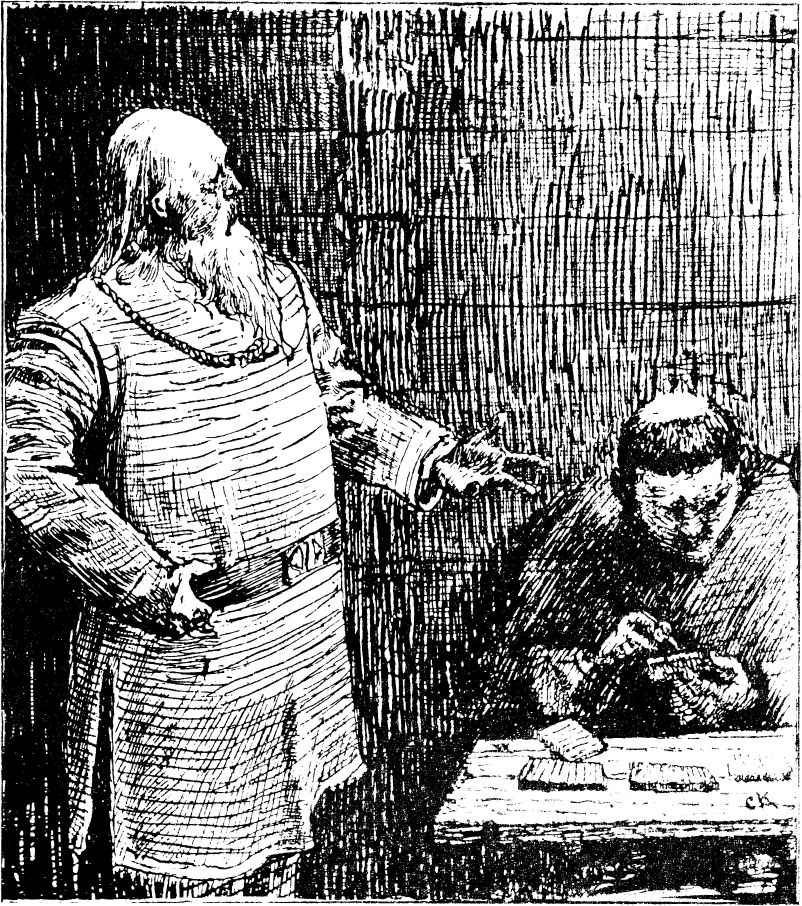
Der Dichter Snorri schuf die Sage von Säming.
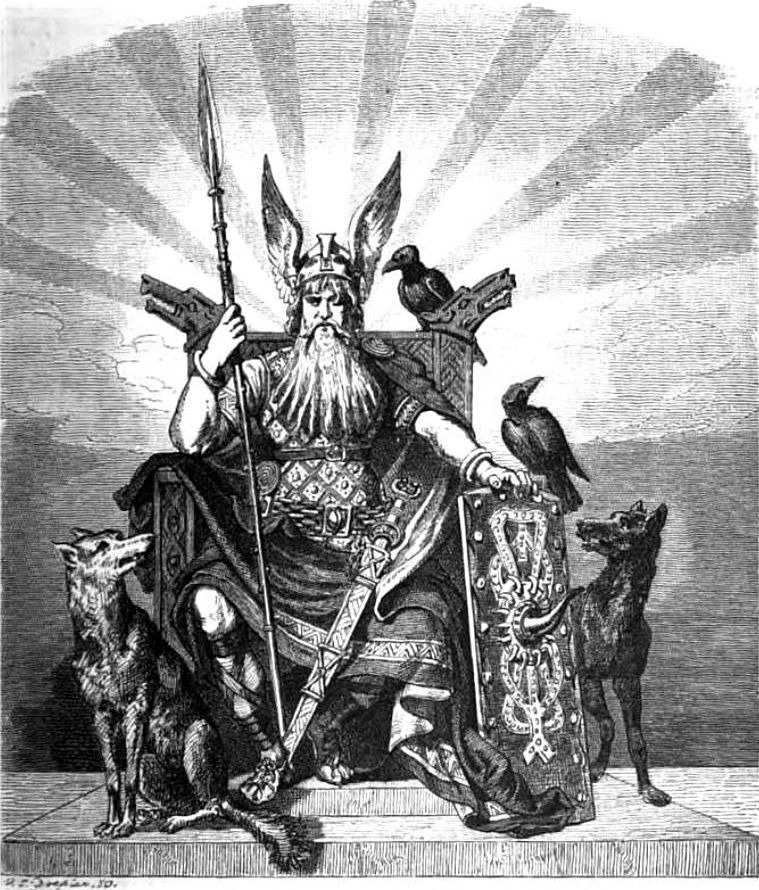
Göttervater Odin galt als Sämings Vater.
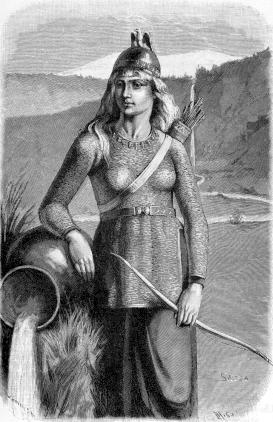
Die Riesin Skadi galt als Mutter Sämings.
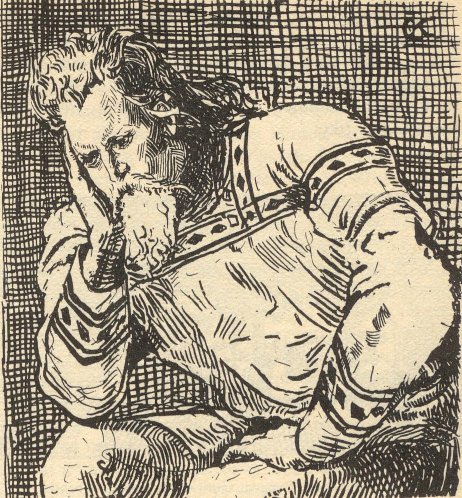
Håkon Jarl sah sich als Nachkomme Sämings.

Der einen Überlieferung zufolge sei Odin vom schwedischen Sigtuna aus selbst über das verschneite und vereiste Skandinavische Gebirge nach Nordwesten (Norwegen) gezogen, der anderen Überlieferung zufolge habe er seinen Sohn Säming ausgesandt. Säming, der als guter Ski- und Schlittschuhläufer sowie als geschickter Jäger und tapferer Recke beschrieben wurde, unterwarf die Bergbewohner von Trøndelag und Hålogaland und errichtete eine Herrschaft, die er später zwischen seinen Söhnen aufteilte, wobei Godhialt Hålogaland und Thránd Trøndelag erhielt. Im Háleygjatal der Edda wurde Säming nicht als Sohn Odins, sondern als Sohn Yngvis bezeichnet (und in ebendieser Abstammungslinie sahen sich die Könige von Hålogaland). Andere Quellen bezeichneten Thránd nicht als einen Sohn Sämings, sondern einen Sohn Nórs.
Der Germanist Karl Müllenhoff und der Literaturhistoriker Richard M. Meyer bezeichneten Säming als Vertreter der finnisch-samischen Urbevölkerung in der Nordgermanischen Religion und stellten einen Zusammenhang zwischen Säming und der samischen Urbevölkerung Skandinaviens auf. Auch der Skandinavist Jurij Kusmenko hielt es für möglich, dass Säming „der von Samen abstammende“ bedeuten könnte.